# Nummer-et hits i Norge i 2006
Nummer-et hits i Norge i 2006 er en liste over de singler der lå nummer et på den norske singlehitliste i 2006. Den var udarbejdet af International Federation of the Phonographic Industry og Nielsen Soundscan, og udgives af VG-lista.

## Historie
| Uge | Sang                     | Kunstner                         | Kilde  |
| --- | ------------------------ | -------------------------------- | ------ |
| 1   | Ane Brun og Madrugada    | "Lift Me"                        | [ 1 ]  |
| 2   | Ane Brun og Madrugada    | "Lift Me"                        | [ 2 ]  |
| 3   | Ane Brun og Madrugada    | "Lift Me"                        | [ 3 ]  |
| 4   | Madonna                  | "Hung Up"                        | [ 4 ]  |
| 5   | DumDum Boys              | "Enhjørning"                     | [ 5 ]  |
| 6   | DumDum Boys              | "Enhjørning"                     | [ 6 ]  |
| 7   | DumDum Boys              | "Enhjørning"                     | [ 7 ]  |
| 8   | Marit Larsen             | "Don't Save Me"                  | [ 8 ]  |
| 9   | Marit Larsen             | "Don't Save Me"                  | [ 9 ]  |
| 10  | Marit Larsen             | "Don't Save Me"                  | [ 10 ] |
| 11  | Marit Larsen             | "Don't Save Me"                  | [ 11 ] |
| 12  | Marit Larsen             | "Don't Save Me"                  | [ 12 ] |
| 13  | Lars Kilevold & D'Lay    | "Respekt for Grandiosa"          | [ 13 ] |
| 14  | Lars Kilevold & D'Lay    | "Respekt for Grandiosa"          | [ 14 ] |
| 15  | Lars Kilevold & D'Lay    | "Respekt for Grandiosa"          | [ 15 ] |
| 16  | Lars Kilevold & D'Lay    | "Respekt for Grandiosa"          | [ 16 ] |
| 17  | Lars Kilevold & D'Lay    | "Respekt for Grandiosa"          | [ 17 ] |
| 18  | Lars Kilevold & D'Lay    | "Respekt for Grandiosa"          | [ 18 ] |
| 19  | Lars Kilevold & D'Lay    | "Respekt for Grandiosa"          | [ 19 ] |
| 20  | Lars Kilevold & D'Lay    | "Respekt for Grandiosa"          | [ 20 ] |
| 21  | Mary J. Blige & U2       | "One"                            | [ 21 ] |
| 22  | Aleksander With          | "A Little to Perfect"            | [ 22 ] |
| 23  | Aleksander With          | "A Little to Perfect"            | [ 23 ] |
| 24  | Aleksander With          | "A Little to Perfect"            | [ 24 ] |
| 25  | Aleksander With          | "A Little to Perfect"            | [ 25 ] |
| 26  | Ravi                     | "Ås to i Osjlo"                  | [ 26 ] |
| 27  | Aleksander With          | A Little to Perfect"             | [ 27 ] |
| 28  | Mary J. Blige & U2       | "One"                            | [ 28 ] |
| 29  | Ravi feat. DeLillos      | "Neste såmr"                     | [ 29 ] |
| 30  | Ravi feat. DeLillos      | "Neste såmr"                     | [ 30 ] |
| 31  | Ravi feat. DeLillos      | "Neste såmr"                     | [ 31 ] |
| 32  | Ravi feat. DeLillos      | "Neste såmr"                     | [ 32 ] |
| 33  | Mary J. Blige & U2       | "One"                            | [ 33 ] |
| 34  | Mary J. Blige & U2       | "One"                            | [ 34 ] |
| 35  | Mary J. Blige & U2       | "One"                            | [ 35 ] |
| 36  | Mary J. Blige & U2       | "One"                            | [ 36 ] |
| 37  | Justin Timberlake        | "SexyBack"                       | [ 37 ] |
| 38  | Scissor Sisters          | "I Don't Feel Like Dancing"      | [ 38 ] |
| 39  | Scissor Sisters          | "I Don't Feel Like Dancing"      | [ 39 ] |
| 40  | Scissor Sisters          | "I Don't Feel Like Dancing"      | [ 40 ] |
| 41  | Scissor Sisters          | "I Don't Feel Like Dancing"      | [ 41 ] |
| 42  | Scissor Sisters          | "I Don't Feel Like Dancing"      | [ 42 ] |
| 43  | Meat Loaf & Marion Raven | "It's All Coming Back to Me Now" | [ 43 ] |
| 44  | Meat Loaf & Marion Raven | "It's All Coming Back to Me Now" | [ 44 ] |
| 45  | Bjørn Eidsvåg            | "Floden"                         | [ 45 ] |
| 46  | U2 & Green Day           | "The Saints are Coming"          | [ 46 ] |
| 47  | Meat Loaf & Marion Raven | "It's All Coming Back to Me Now" | [ 47 ] |
| 48  | Meat Loaf & Marion Raven | "It's All Coming Back to Me Now" | [ 48 ] |
| 49  | Meat Loaf & Marion Raven | "It's All Coming Back to Me Now" | [ 49 ] |
| 50  | Mia Gundersen            | "Jordbarnas fremtid"             | [ 50 ] |
| 51  | Meat Loaf & Marion Raven | "It's All Coming Back to Me Now" | [ 51 ] |
| 52  | Bjørn Eidsvåg            | "Floden"                         | [ 52 ] |